# Bonifaz Rist
Bonifaz Rist († 5. August 1843 in Kempten) war ein bayerischer Politiker.

## Werdegang
Rist war als Bierbrauer, Gastwirt und Spediteur in Heimenkirch ansässig. Aufgrund seiner Fernhandelstätigkeit wurde er sehr vermögend.
1836 wurde Rist im Stimmkreis Oberdonaukreis in die Kammer der Abgeordneten der Bayerischen Ständeversammlung gewählt, wo er 1839 politisch als regierungstreu beschrieben wurde. 1839 wurde er im Stimmkreis Schwaben wiedergewählt. Rist gehörte der Klasse der Landeigentümer an. Nach dem Verkauf seines Grundbesitzes schied er am 29. November 1842 aus der Kammer aus.